# 麥兜
麥兜是源自香港的卡通人物，由谢立文撰写，麦家碧绘画。故事開始時是用他的表弟麦唛命名的。
麥兜是唯一獲香港星光大道設立塑像的動畫角色，而香港漫畫星光大道亦有為其設立塑像。

## 特色
- 夢想：當奧運帆船冠軍；去馬爾代夫旅遊

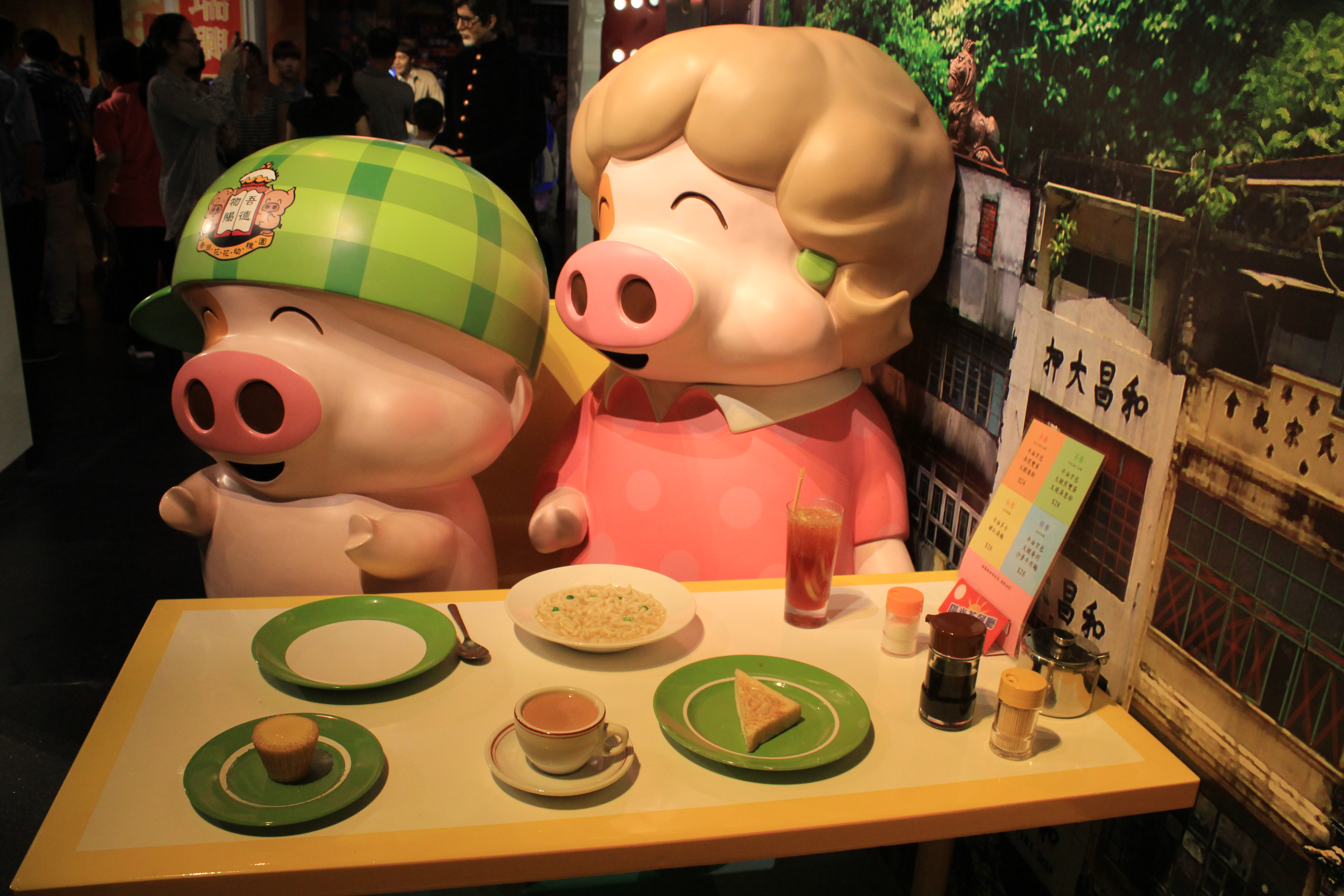
麦兜和他的妈妈麦太

- 性格：單純、憨厚、樂觀、與世無爭 、天真可爱
- 最喜愛食物：雞、麥樂雞
- 最討厭食物：蔬菜水果
- 養過的寵物：金魚Umbanana（金魚蛋）（源自畫冊）

## 麦兜漫画结集

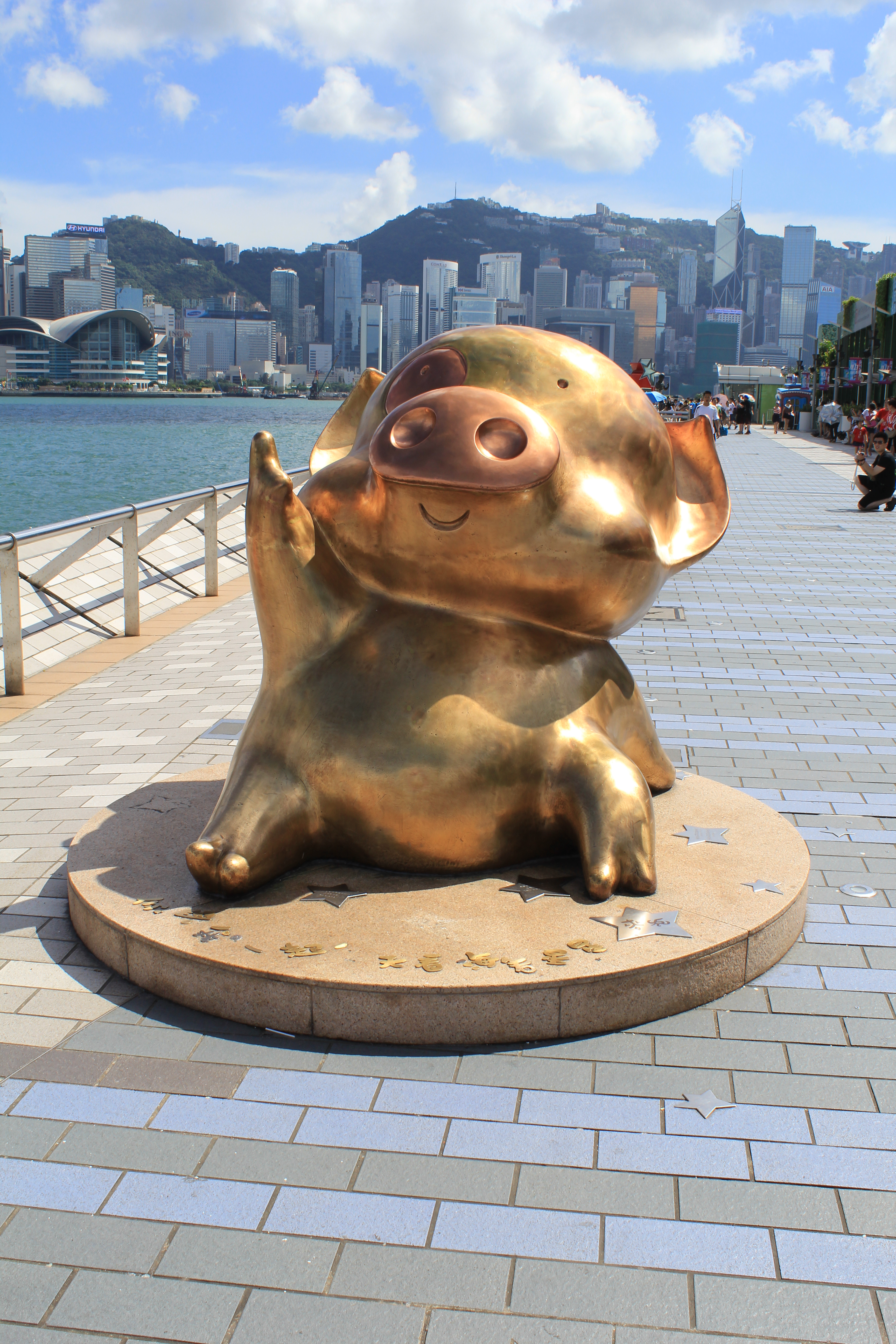
位於香港星光大道的塑像（2013年）

- 麦兜·微小小说
- 麦兜·尿水遥遥
- 麥兜感人至深小故事
- 麥兜從蜜汁到叉燒
- 麥兜故事
- 少年麥兜的煩惱
- 麥兜十萬個為什麼
- 麥兜的擔擔麵
- 麥兜的魚蛋
- 麥嘜縫縫縫——麥兜的一天
- 麥肉兜兜
- 麥太兜兜

### 電影
- 麥兜故事（2001年）
- 麥兜菠蘿油王子（2004年）
- 春田花花同學會（2006年）
- 麥兜噹噹（2009年）
- 麥兜噹噹伴我心（2012年）
- 麥兜我和我媽媽（2014年）
- 麥兜·飯寶奇兵（2016年）

### 電視
2006年4月至5月間香港電台播出5集《春田花花中華博物館》動畫，而TVB曾也播放該動畫。
- 清潔清明晴
- 庭園月團圓
- 禾和味中和
- 自立龍端陽
- 中國小朋友

### 歌曲
- 春田花花幼稚園校歌
- 仲有最靚嘅豬腩肉（原曲：莫札特《土耳其進行曲》第三樂章）
- 教我如何去小便 (原曲: Historia De Un Amor)
- 車車車車 (原曲: 哈恰圖良劍舞)
- 你的扣肉 (原曲: 帕海貝爾D大調三部卡農)
- 麥兜與鷄（原曲：舒伯特《樂興之時》第三首）
- 大包整多兩籠 (原曲: 舒曼兒時情景套曲第一首)
- 黎根之歌 (原曲: 舒曼兒時情景套曲第七首)
- 春天花花 (原曲: 莫札特A大調奏鳴曲K311第一樂章)
- 春風親吻我像蛋撻 (原曲: 舒伯特即興曲D935第三首)
- 悠悠的風 (原曲: 布拉姆斯降A大調圓舞曲)
- 林蔭下你的光芒 (原曲: 莫札特"Don Giovanni"小夜曲)
- 多勞多得 (原曲: 赫曼·尼克郵遞馬車)
- 落街冇錢買麵包 (原曲: 妝臺秋思)
- 風吹鷄蛋殼 (原曲：遠い日の歌)

## 外部連結
- 官方网站
- 麥兜的Facebook專頁
- YouTube上的麥兜頻道